# Bellmunt d'Urgell
Bellmunt d'Urgell è un comune spagnolo di 202 abitanti situato nella comunità autonoma della Catalogna.